# 新橋 (大阪市)

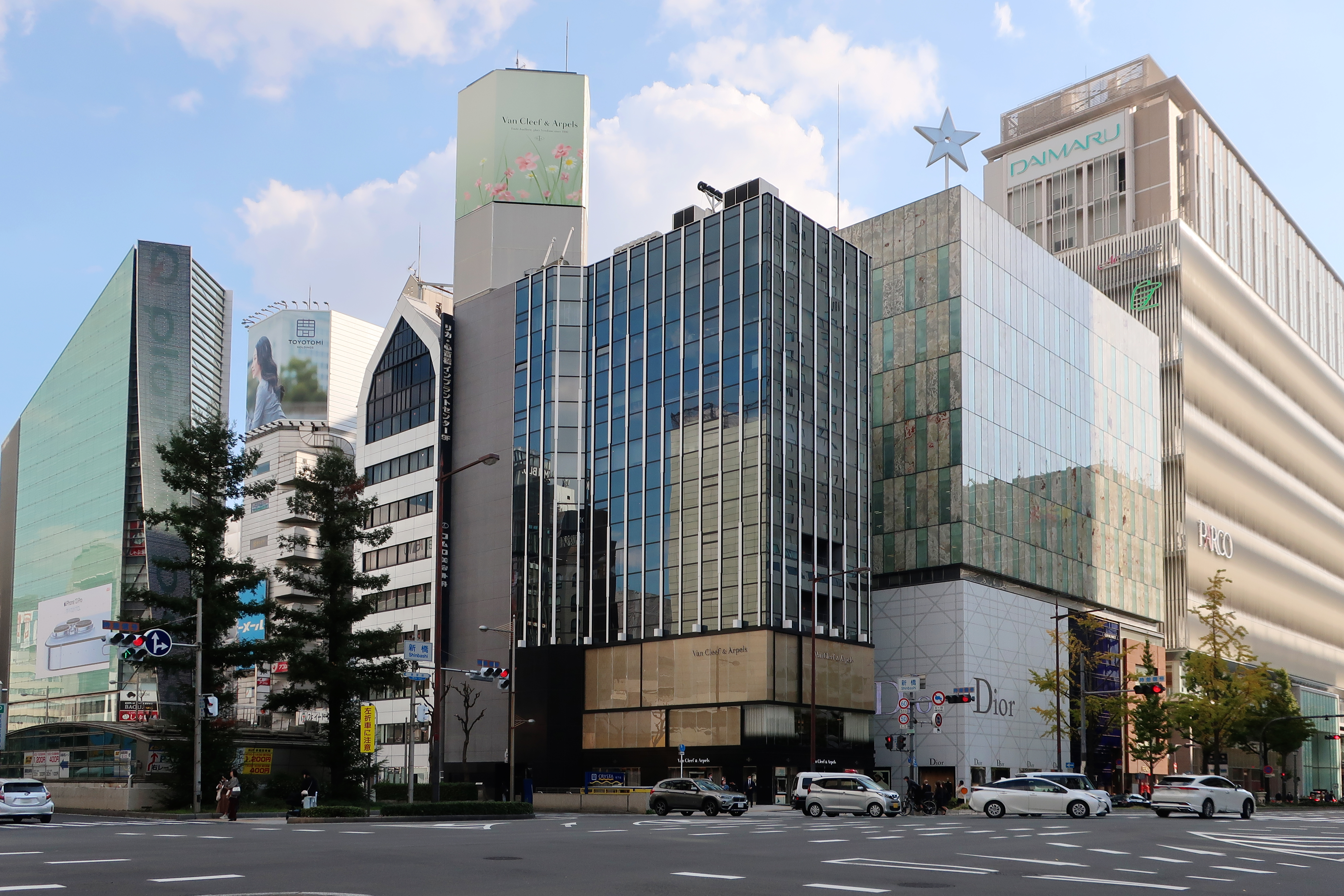
新橋交差点。正面は心斎橋ブティック街

新橋（しんばし）は、かつて存在した長堀川に架橋されていた橋。
現在の大阪府大阪市中央区南船場3丁目にある新橋交差点（御堂筋と長堀通が交差する十字路交差点）にあった。

## 歴史
大阪市第1次都市計画事業における御堂筋の拡幅・新設に伴って1934年（昭和9年）に架橋された。1径間のラーメン式鋼鈑桁橋で、橋長は約28.0m、幅員は約43.6m（24間）。右岸（北岸）の橋台が大きく川へ張り出していた。
拡幅以前の御堂筋は幅員約6m（3.3間）ほどの狭い道路で、長堀川には架橋されていなかった。なお、御堂筋自体が現在の淡路町3交差点で屈折しており、淡路町通以北は淀屋橋筋と名称も異なっていた。
長堀川右岸の末吉橋通を走っていた大阪市電東西線も橋のない拡幅以前の御堂筋には駅を設置せず、一筋東の心斎橋北詰に心斎橋駅（大阪市電）、一筋西の佐野屋橋北詰に佐野屋橋駅を設置していた。御堂筋の地下を走る地下鉄一号線開通にあわせて新橋の地下に駅が設置されることとなったが、駅名は知名度の高い心斎橋から採られることとなった（現在の地下鉄心斎橋駅）。
1964年（昭和39年）に長堀川の上流部が埋め立てられた際に新橋も撤去され、わずか30年の短命に終わった。なお、御堂筋の拡幅・新設に伴って1935年（昭和10年）に架け替えられた大江橋と淀屋橋、1936年（昭和11年）に架橋された道頓堀橋の3橋は現存しており、大江橋と淀屋橋の2橋は国の重要文化財に指定されている。長堀川跡は末吉橋通を拡幅するかたちで長堀通として整備され、架橋地点の交差点名として名を留めている。
1970年（昭和45年）に制定された一般国道308号の起点となった。

## 交差点概要
交差点付近では御堂筋は中央4車線・左右緩行各1車線の南行き一方通行、長堀通は中央分離帯を挟んで西行き・東行き各4車線（西行きは交差点を超えると3車線）となる。
御堂筋側の信号には矢印式信号機は設置されていない。また、左折・右折可能なレーンは両端1車線ずつであるが、御堂筋→長堀通東行き方向へ左折する車が多く、かつ緩行車線は1車線ずつしかなく流れが悪いため、中央4車線の一番左の車線から左折する車も見受けられる。

### 合流道路
- 御堂筋 - 国道25号 （重複=国道26号、国道165号）
- 長堀通 - 国道308号および大阪府道173号大阪八尾線

## 周辺情報
- 心斎橋
- 南船場
- 心斎橋筋商店街
- クリスタ長堀
- 心斎橋駅 - Osaka Metro 御堂筋線・長堀鶴見緑地線（交差点直下）

座標: 北緯34度40分30.4秒 東経135度30分1.2秒 / 北緯34.675111度 東経135.500333度